# 26745 Szeglin
26745 Szeglin este o planetă minoră (asteroid), cu un diametru de 4,399 km, din centura de asteroizi. A fost descoperită pe 17 aprilie 2001 la Stația Anderson Mesa de Lowell Observatory Near-Earth-Object Search. 
Obiectul prezintă o orbită caracterizată de o semiaxă mare de 2,7921789 UAi, o excentricitate de 0,13, o înclinație de 10,07569 ° în raport cu ecliptica.